# Djibo Mayaki
Djibo Mayaki (* 1939 in Niamey) ist ein nigrischer Schriftsteller.

## Leben
Djibo Mayaki besuchte die Grundschule in seiner Geburtsstadt Niamey und absolvierte danach das Lehrerseminar Tahoua. Er arbeitete als Lehrer. Wie sein Landsmann Yazi Dogo kam er bei Schulfesten nachhaltig mit dem Theater in Berührung. In seinem ersten Theaterstück, Aoua aus dem Jahr 1965, schilderte Mayaki das Gefühlsleben von Afrikanern, die in Paris eine Berufsausbildung machen. Typisch für seinen sozialkritischen Zugang als Literat ist sein Drama La crise aus dem Jahr 1980, in dem er den Verfall traditioneller Werte und die Gier nach Geld anprangerte. Thematisch eng verwandte Theaterstücke anderer nigrischer Autoren sind Mariama (1969) von Idé Oumarou und Rêve déçu (1989) von Azonhon Faton. Djibo Mayaki verfasste eine Reihe weiterer Dramen, ferner belletristische Werke. Er gehörte Ende des 20. Jahrhunderts neben Hima Adamou zu den in Niger meistgespielten Dramatikern.

## Werke
- Aoua. 1965 (Theaterstück).
- Pas si bête Tabouka. 1968 (Theaterstück).
- Souvenirs, souvenirs. 1968 (Roman).
- Maï Kichi. 1966 (Theaterstück).
- Le fou. 1967 (Theaterstück).
- Issa Korombaïzé Modi. 1967 (Theaterstück).
- L’attentat. 1974 (Theaterstück).
- Le poids d’un milieu. 1978 (Kurzgeschichten).
- La crise. 1980 (Theaterstück).
- Malaises et rédemption. 1981 (Theaterstück).
- Kourmizo. 1982 (Theaterstück).
- La paille. 1983 (Theaterstück).
- L’option. 1985 (Drehbuch).
- Le détournement. Ohne Datum (Theaterstück).
- Les deux compagnons. Ohne Datum (Kurzgeschichten).
- Mariama. Ohne Datum (Theaterstück).
- Secrets. Ohne Datum (Erzählung).[1]